# Phillip LaRue
Phillip LaRue é um cantor, compositor, artista e produtor musical estadunidense de Nashville, Tennessee. Ele tinha lançado quatro álbuns de estúdio com a banda dele, a LaRue, formado pela irmã dele Natalie LaRue e ele mesmo, e dois álbuns de estúdio como artista solo. Ele tinha vendido mais de 500,000 cópias e trabalhou com muitos artistas da música bem conhecidos incluindo Tenth Avenue North, Brandon Heath, Jars of Clay, Jennifer Knapp, Phil Wickham, Ronnie Dunn, Jason Castro e Dave Barnes.  Em 2010, ele ganhou um Dove Award por Canção do Ano pela co-composição de "By Your Side" do Tenth Avenue North.
Phillip LaRue é o fundador do CMI Academy onde ele treina, treinadores e mentores estabelecidos e novos artistas na indústria da música cristã. A música dele é freqüentemente apresentada em programas de televisão e filmes incluindo Ghost Whisperer (CBS), One Tree Hill (CW), Harper's Island (CBS), e The Hills (MTV).

## Discografia

### Como integrante do LaRue
| Ano  | Título       | Gravadora       |
| ---- | ------------ | --------------- |
| 1999 | Waiting Room | Maxisingle      |
| 2000 | LaRue        | Reunion Records |
| 2001 | Transparent  | Reunion Records |
| 2002 | Reaching     | Reunion Records |

### Como artista solo
| Ano  | Título                   | Gravadora      |
| ---- | ------------------------ | -------------- |
| 2009 | Let The Road Pave Itself | BEC Recordings |
| 2009 | 6 Strings And 88 Keys    | BEC Recordings |